# Морейнис-Муратова, Фани Абрамовна
Фани Абрамовна Морейнис-Муратова (урождённая Морейнис; 1859, Николаев, Херсонская губерния, Российская империя — 1937, Москва, СССР) — русская революционерка, член партии «Народная воля», редактор, автор воспоминаний.

## Биография
Родилась в богатой еврейской семье. Дед по материнской линии (отец её матери Бейлы Шлёмовны Рафалович) был известный в городе подрядчик по строительству кораблей, кишинёвский купец первой гильдии Шлёма Мошкович (Соломон Моисеевич) Рафалович (ок. 1790—1846). Отец — Абрам Хаимович Морейнис — занимался также экспортом хлеба, он отличался острым умом, сильной волей, честностью и приверженностью к иудаизму, доходившей до фанатизма. Фани росла в окружении многочисленных родственников, составлявших своего рода еврейскую аристократию, и почти не водила знакомства со сверстниками из еврейских семей, стоявших ниже по социальному положению. Детей в семье к труду не приучали, поэтому единственное занятие, которым она заполняла свободное время, было вышивание и изготовление цветов.
Поскольку родители не стремились дать своим детям хорошее светское образование, Фанни учили только читать и писать на русском, еврейском, немецком языках и четырём правилам арифметики. Когда ей исполнилось около 12-ти лет она впервые познакомилась с художественной литературой на русском языке. Это были книги «Тайны Мадридского двора» и «Граф Монте-Кристо», которые произвели на девочку огромное впечатление.
В 1875 году Фанни вместе со своей двоюродной сестрой Христиной Гринберг без ведома родителей стала брать уроки у Ф. Н. Левандовской (по мужу Лянда), В. Н. Левандовской (по мужу Белоконской) и С. Л. Чудновского, участвовавших в народническом движении. Стремясь сдать экзамены за курс гимназии и поступить на медицинские курсы в Петербурге, она упорно овладевала знаниями, читала много произведений И. С. Тургенева, Л. Н. Толстого, Ф. М. Достоевского.
Летом 1876 году через сестер Левандовских она познакомилась с евреями-народниками Савелием Златопольским и Соломоном Виттенбергом, которые во многом способствовали её вовлечению в революционную деятельность.
Под влиянием народнических идей 6 января 1878 году ушла из дома и через несколько дней вместе с Х. Гринберг уехала в Одессу. В Одессе, по рекомендации С. Златопольского, она познакомилась с революционером-народником И.Ковальским и членами его кружка. В мастерской, рекомендованной И. Ковальским, сестры учились сапожному ремеслу, а через некоторое время стали работать самостоятельно. Денег хватало лишь на оплату квартиры, хлеб и чай, обед они могли себе позволить лишь раз в неделю. 24 июля 1878 года, в день вынесения смертного приговора И. Ковальскому, вместе с Х. Гринберг принимала участие в демонстрации протеста, которая состоялась возле здания Одесского военно-окружного суда. После демонстрации был произведен обыск в квартире, где она проживала вместе с сестрой.
С конца 1878 года по поручению революционеров-народников вела переписку с политическими заключенными, сидевшими в тюрьме. С начала 1879 года совмещала революционную деятельность с работой на канатном заводе, а затем вновь временно занялась сапожным делом. Через некоторое время удалось устроиться во 2-ю частную лечебницу (еврейскую) помощницей фельдшерицы, а через несколько месяцев она уже временно её заменяла. Живя в больнице, Фанни могла свободно встречаться с народниками, прятать нелегальную литературу и выполнять различные поручения революционного подполья.
Летом 1880 года во время встречи в Одессе с членом Исполнительного комитета «Народной Воли» А. Михайловым, заявила, что в случае необходимости на неё могут рассчитывать для участия в покушении на царя. В сентябре у неё произвели обыск по распоряжению из Николаева (в связи с делом матроса П. Ключникова и др.) и препроводили в Одесское Городское жандармское управление, однако за отсутствием улик выпустили под подписку о невыезде. Перешла на нелегальное положение и спустя два дня уехала в Петербург.
Осенью 1880 года она поселилась вместе с членами ИК Н. Кибальчичем и А. Якимовой на конспиративной квартире, где изготавливали взрывчатые вещества, предназначенные для подготовки покушения на царя.
Через несколько недель после убийства императора Александра II выехала в Одессу с чемоданом, наполненным экземплярами письма ИК «Народной Воли» к Александру III и другой нелегальной литературой. Затем 15 апреля 1881 года из Одессы приехала в Киев, где через шесть дней была арестована на явочной квартире вместе с членом ИК М. Р. Лангансом и А. В. Якимовой. При обыске нашли письмо, присланное ей С. Я. Виттенбергом перед казнью. Через некоторое время арестованную перевели в николаевскую тюрьму (где она просидела несколько месяцев), а затем вновь препроводили в Одессу в казарму № 5, приспособленную для подследственных. В течение нескольких месяцев Ф.Морейнис допрашивал военный прокурор генерал В. С. Стрельников, впоследствии казненный народовольцами. Фанни перевели в одиночную камеру тюремного замка, где она сидела до начала 1883 года, пока в результате 5-дневной голодовки не добилась перевода в общую камеру казармы № 5
По «процессу 23-х» (26 марта — 3 апреля 1883 года) Одесский военно-окружной суд приговорил Ф. Морейнис к четырём годам каторжных работ. Она была отправлена по этапу в Сибирь и через восемь месяцев прибыла на р. Кару, где отбывала каторгу.
После карийской каторги Фанни Абрамовна жила на поселении в Чите, где вышла замуж за окружного врача В. М. Муратова. Владимира Михайловича Муратова направили на работу врачом на отдалённый курорт в село Горячинское, и он выехал туда вместе с семьёй. Фанни Морейнис около 10-ти лет жила безвыездно в этом селе, а затем стала выезжать на зиму в Иркутск, чтобы учить детей. При поддержке мужа она укрывала от ареста и преследования полиции беглых ссыльных, студентов, служащих-железнодорожников, хранила нелегальную литературу.
В 1907 года Ф. А. Морейнис поселилась с детьми в Москве, чтобы дать им образование. В 1916 года она уехала в Иркутск к сыну и возвратилась в Москву только в конце 1924 года. 14.03.1926 года в связи с 45-й годовщиной убийства императора Александра II Фани Муратовой была назначена персональная пенсия как участнику покушения.
Член Общества бывших политкаторжан и ссыльнопоселенцев. Автор воспоминаний.
Умерла в 1937 году в Москве. Похоронена на Ваганьковском кладбище.

## Семья
Муж — Владимир Михайлович Муратов, выходец из семьи сельского дьячка, выпускник медицинского факультета Московского университета. Губернатором Забайкальской области в 1892 году был назначен на пост главного врача курорта в селе Горячинское на берегу Байкала. Будучи талантливым врачом и хорошим организатором, Муратов организовал лечение на научной основе, развернул новое строительство и превратил Горячинск в один из лучших курортов Сибири того времени. Он проработал на курорте 25 лет. Сохранился дом, где он жил со своей семьёй.

## Признание заслуг
В 1926 году постановлением Совнаркома была назначена персональная пенсия РСФСР.
Кроме этого, произошло увеличение пенсии согласно Постановлению Совнаркома СССР:
«Совет Народных Комиссаров Союза ССР постановляет:

Увеличить размер персональной пенсии участникам террористического акта 1 марта 1881 года: Вере Николаевне Фигнер, Анне Васильевне Якимовой-Диковской, Михаилу Федоровичу Фроленко, Анне Павловне Прибылёвой-Корба и Фани Абрамовне Морейнис-Муратовой — до 400 рублей в месяц с 1 января 1933 года.

8 февраля 1933 года, Москва, Кремль».